# Paurocoma molybdina
Paurocoma molybdina är en fjärilsart som beskrevs av Oswald Beltram Lower 1902. Paurocoma molybdina ingår i släktet Paurocoma och familjen mätare. Inga underarter finns listade i Catalogue of Life.